# Artines
Artines là một chi bướm ngày thuộc họ Bướm nâu.